# Късна античност
Късна античност в историческата периодизация е съвременно название на последния период на Античността, приблизително между 250 – 300 и 600 г. сл. Хр.